# Веревський Андрій Михайлович
Андрі́й Миха́йлович Вере́вський (25 липня 1974, Полтава, УРСР) — народний депутат України чотирьох скликань. Представник агробізнесу, президент холдингу «Кернел Групп». Один із найбагатших українців з активами в $785 млн (оцінка у квітні 2018 року). Проте у 2019 його статки зменшилися на 15 %, згідно з рейтингом журналу «НВ» «топ-100 найбагатших українців», опублікованому у жовтні 2019 року, його з братом статки оцінено у $358 млн. (зменшення на 14 % порівняно із 2018 роком); це 14 місце рейтингу.

## Біографія
Народився 25 липня 1974 року у місті Полтава. 1991 року закінчив полтавську середню школу № 14 (гімназія «Здоров'я»).
Протягом 1991—1992 — студент Полтавського інженерно-будівельного інституту (санітарно-технічний факультет). 2000 року Андрій Веревський закінчив Оксфордський коледж (курс сучасної економіки). 2001 року вступив до Національного аграрного університету, де отримав бакалавра з агрономії.
Сім'я
Батько Михайло Іванович (1951) — пенсіонер, підполковник запасу (у 1998-99 рр. був представником Олександра Мороза в Полтавській області), займався агробізнесом.
Мати Наталія Олександрівна (1951) — президент полтавського БФ «Відродження добра».
Одружений, має двох синів та доньку.
Родич мера Полтави Олександра Мамая.

## Бізнес
З 1993 по 1998 рік був заступником директора ОДП ДАК «Хліб України», що у місті Полтава, працював в приватній фірмі «Пальміра», обіймав посаду заступника директора з комерційних питань підприємства «Полтавагропостач».
Протягом 1998—1999 років — заступник генерального директора ПТВП «Зерноекспорт», наступного року — заступник директора з комерційних питань у ПП «Трансагроінвест».
2001 року став консультантом у представництві фірми «Луїс Дрейфус негос» (Франція) — найбільшого експортера зернових серед іноземних компаній в Україні, з філіалом у Києві. І протягом 2001—2002 років — голова наглядової ради полтавського ЗАТ «Соняшник».
У 2004 році було створено акціонерний холдинг «Kernel Holding S.A.» на базі декількох компаній. До нього увійшли ТОВ «Кернел Трейд», ТОВ «Юнігрейн», ПП «Зерноресурс», Полтавський МЕЗ, 23 елеватори та хлібокомбінати, а також ТОВ «Миколаївський зерновий термінал». Зареєстровано в князівстві Люксембург. «Кернел Холдінг С. А.» виступає материнською компанією для ТОВ «Кернел-трейд» (мережа збутових підприємств), ТОВ «Кернел-капітал» (компанія з управління активами в Україні), СП ТОВ «Трансбалктермінал», ТОВ «Украгробізнес» тощо.
2011 року у володінні Андрія Веревського перебувало 41,23 % акцій холдингу «Кернел». А наприкінці 2017 — 39,47 % акцій.
Компанія «Кернел» випускає відомі в Україні марки соняшникової олії «Стожар», «Чумак Домашня», «Чумак Золота», «Щедрий ДАР», «Любонька» є лідером на українському ринку бутильованої олії.
У 2012 році журнал «Фокус» розмістив бізнесмена у списку 20 найуспішніших аграріїв України, де він посів друге місце (земельний банк — 330 000 га).
За підсумками 2017 року Андрія Веревського назвали вже найбільшим землевласником України. Він, контролюючи «Кернел», володів земельним банком у 604,5 тис. га.

## Політична діяльність
2002 року Андрія Веревського було обрано до Верховної Ради IV скликання від округу № 146 Полтавської області. На момент обрання був безпартійним.
За час свого першого скликання змінив декілька депутатських фракцій та груп: «Єдина Україна» (05.–07.2002), «Європейський вибір» (07.2002–11.2003), «Регіони України» (11.2003–12.2004), позафракційний (12.2004.—06.2005), член фракції Блоку Ю.Тимошенко (з 06.2005). У складі цього скликання був членом Комітету з питань фінансів і банківської діяльності, Тимчасової слідчої комісії (ТСК) з розслідування обставин нападу на народного депутата України Сівковича В. Л. та входив до групи з міжпарламентських зв'язків з Японією.
2006 року — нардеп IV скликання. До парламенту потрапив як № 44 в списку Блоку Ю.Тимошенко та входив лише до однойменної фракції.
Був членом Комітету з питань аграрної політики та земельних відносин і входив до ТСК з вивчення вибіркового відшкодування ПДВ, порушення законодавства в сфері оподаткування посадовими особами ДПА та Державного казначейства. Склав депутатські повноваження 14 червня 2007 за заявою про вихід з фракції.
На тогорічних позачергових виборах Андрія Веревського було обрано до парламенту VI скликання (№ 44 у списку БЮТ). Працював на тих же посадах.
З січня 2008 року  до березня 2010 — радник прем'єр-міністра України на громадських засадах.
5 жовтня 2010 року перейшов до фракції Партії регіонів.
2012 року Андрій Веревський знову потрапив до парламенту (VII скликання) за списком Партії регіонів (№ 46). Під час каденції він перебував партійній фракції та продовжував працювати в Комітеті з питань аграрної політики та земельних відносин.
5 березня 2013 року Веревського позбавили мандата народного депутата за рішенням ВАСУ через сумісництво: робота в комітеті з земельних питань та головування в аграрній компанії «Кернел Холдинг».
На думку народного депутата Арсенія Яценюка, Андрій Веревський сам хотів, аби його позбавили мандата в обмін на іноземний кредит — закордонні банкіри не бажали працювати з бізнесменом-парламентарієм.

## Законодавча діяльність
Активність депутата Веревського припала на IV скликання, коли ним було подано 4 законопроєкти. Жоден не прийнято.
3 липня 2012 року Андрій Веревський проголосував за прийняття Закону України «Про засади державної мовної політики».